# Тајлер (Тексас)
Тајлер (енгл. Tyler) град је у америчкој савезној држави Тексас. По попису становништва из 2010. у њему је живело 96.900 становника.

## Демографија
Према попису становништва из 2010. у граду је живело 96.900 становника, што је 13.250 (15,8%) становника више него 2000. године.
| Група             | 2000.          | 2010.          |
| Белци             | 46.486 (55,6%) | 49.252 (50,8%) |
| Афроамериканци    | 22.275 (26,6%) | 23.986 (24,8%) |
| Азијати           | 806 (1,0%)     | 1.837 (1,9%)   |
| Хиспаноамериканци | 13.234 (15,8%) | 20.511 (21,2%) |
| Укупно            | 83.650         | 96.900         |